# Chiara Siracusa
Chiara Siracusa (født 25. september 1976) er en maltesisk sangerinde, der er bedst kendt for hendes deltagelse i Eurovision Song Contest i 1998, 2005 og 2009.
I Eurovission-sammenhænge bliver hun ofte kaldt The Angel Of Malta.

## Album og singler
- 1998: The one that i love
- 2000: What you want
- 2005: Here i am
- 2009: What if we
- 2014: Mermaid in love